# Бирон, Мартин
Мартин Бирон (англ. Martin Biron; род. 15 августа 1977, Лэк Сейнт Чарльз, Квебек) — канадский хоккеист, вратарь.
На драфте НХЛ 1995 года был выбран в 1 раунде под общим 16 номером клубом «Баффало Сэйбрз». 27 февраля 2007 года обменян в «Филадельфию Флайерз».
Завершил карьеру игрока в октябре 2013 года.

## Достижения
- Лучший вратарь года CHL (1994/95).
- Обладатель Жак Плант Мемориал Трофи (1994/95).
- Обладатель Майк Босси Трофи (1994/95).
- Обладатель Раймон Лагасе Трофи (1994/95).
- Обладатель Алдедж "Баз" Бастьен Мемориал Эворд (приза лучшему вратарю АХЛ): 1999
- Обладатель Гарри (Хэп) Холмс Мемориал Эворд (приза вратарю или вратарскому дуэту АХЛ с лучшей статистикой): 1999, вместе с Томом Дрэпером

## Статистика
```
                                            
Season   Team                        Lge    GP   Min   GA  EN SO   GAA   W   L   T   Svs    Pct
-----------------------------------------------------------------------------------------------
1994-95  Beauport Harfangs           QMJHL  56  3193  132   0  3  2.48  29  16   9     0  0.000
1995-96  Buffalo Sabres              NHL     3   119   10   0  0  5.04   0   2   0    54  0.844
1995-96  Beauport Harfangs           QMJHL  55  3207  152   0  1  2.84  29  17   7  1330  0.897
1996-97  Beauport Harfangs           QMJHL  18   935   62   0  1  3.98   6  10   1     0  0.000
1996-97  Hull Olympiques             QMJHL  16   972   43   0  2  2.65  11   4   1     0  0.000
1997-98  South Carolina Stingrays    ECHL    2    86    3   0  0  2.09   0   1   1    39  0.929
1997-98  Rochester Americans         AHL    41  2312  113   2  5  2.93  14  18   6  1107  0.907
1998-99  Buffalo Sabres              NHL     6   281   10   1  0  2.14   1   2   1   110  0.917
1998-99  Rochester Americans         AHL    52  3129  108   1  6  2.07  36  13   3  1424  0.930
1999-00  Rochester Americans         AHL     6   344   12   0  1  2.09   6   0   0   146  0.924
1999-00  Buffalo Sabres              NHL    41  2229   90   2  5  2.42  19  18   2   898  0.909
2000-01  Rochester Americans         AHL     4   239    4   0  1  1.00   3   1   0    84  0.955
2000-01  Buffalo Sabres              NHL    18   918   39   1  2  2.55   7   7   1   388  0.909
2001-02  Buffalo Sabres              NHL    72  4085  151   6  4  2.22  31  28  10  1630  0.915
2002-03  Buffalo Sabres              NHL    54  3170  135   5  4  2.56  17  28   6  1333  0.908
2003-04  Buffalo Sabres              NHL    52  2971  125   3  2  2.52  26  18   5  1317  0.913
2005-06  Buffalo Sabres              NHL    35  1934   93   2  1  2.88  21   8   3   887  0.905
2006-07  Philadelphia Flyers         NHL    16   935   47   1  0  3.01   6   8   2   462  0.908
2006-07  Buffalo Sabres              NHL    19  1066   54   2  0  3.04  12   4   1   479  0.899
2007-08  Philadelphia Flyers         NHL    62  3539  153   1  5  2.59  30  20   9  1712  0.918
2008-09  Philadelphia Flyers         NHL    55  3177  146   2  2  2.76  29  19   5  1572  0.915
2009-10  Bridgeport Sound Tigers     AHL     2   124    7   0  0  3.40   1   1   0    65  0.903
2009-10  New York Islanders          NHL    29  1634   89   0  1  3.27   9  14   4   770  0.896
2010-11  New York Rangers            NHL    17   928   33   4  0  2.13   8   6   0   393  0.923
2011-12  New York Rangers            NHL    21  1220   50   2  2  2.46  12   6   2   469  0.903
2012-13  New York Rangers            NHL     3   156    6   0  0  2.31   1   0   1    77  0.928

Lge — лига, в которой выступал игрок.
GP — сыгранные матчи.
Min — минуты, проведённые на поле.
GA — пропущенные шайбы.
EN — голы, забитые в пустые ворота.
SO — матчи на «ноль» (без пропущенных шайб).
GAA — среднее число пропускаемых за матч шайб.
W, L, T — количество побед, поражений и ничьх, одержанных командой с этим вратарём.
Svs — отражённые броски («сэйвы»).
Pct — процент отражённых бросков.

```